# Slnečná priepasť
Slnečná priepasť (Słoneczna Przepaść) – jaskinia krasowa we wschodniej części Płaskowyżu Dolnego Wierchu w Krasie Słowacko-Węgierskim na Słowacji.

## Położenie
Jaskinia leży w pobliżu starej drogi wozowej, wiodącej na płaninę ze wsi Hrhov (słow. hrhovský závoz) w Kotlinie Turniańskiej, ok. 650 m na zachód od lokalnego wzniesienia Nižný vrch (533 m n.p.m.). Otwór wejściowy znajduje się u podnóży skały w stoku dużego zapadliska krasowego.

## Geologia, morfologia
Jaskinia jest studnią krasową głębokości 40 m, utworzoną w jasnych wapieniach triasowych (tzw. wettersteinskich) budujących płaskowyż i zaliczanych do płaszczowiny silickiej. Posiada bogatą szatę naciekową.

## Turystyka
Jaskinia leży poza znakowanymi szlakami turystycznymi i nie jest udostępniona do zwiedzania.